# Sven Selånger
Sven Selånger, né Sven Ivan Eriksson le 19 mars 1907 à Bergsåker (sv) et décédé le 9 novembre 1992 à Sundsvall, est un sauteur à ski et coureur du combiné nordique suédois. Il est vice-champion olympique de saut à ski en 1936 et champion du monde de combiné nordique en 1933.

## Biographie
À l'origine appelé Sven Eriksson, il est licencié au club de Selånger et prend le nom de Sven Selånger en 1939, pour éviter la confusion avec les autres athlètes appelés Eriksson.
Il est le meilleur sauteur à ski suédois de l'histoire et le premier à concurrencer les Norvégiens.
Il fait ses débuts internationaux aux Jeux olympiques d'hiver de 1928 à Saint-Moritz, où il est notamment sixième du combiné nordique.
Aux Jeux olympiques d'hiver de 1932, il se classe quatrième en saut et cinquième en combiné. Il est prolifique aux Championnats du monde, prenant la médaille de bronze en saut à trois éditions consécutives en 1931, 1933 et 1934 à Sollefteå, en Suède. Lors de l'édition 1933, disputée à Innsbruck, il concourt en combiné nordique et s'adjuge le titre.
Lors de l'édition 1936 des Jeux olympiques à Garmisch-Partenkirchen, il prend la médaille d'argent au concours de saut, derrière Birger Ruud, malgré avoir sauté plus loin, mais il a obtenu une moins bonne note de style que le Norvégien. Il est le porte-drapeau de la délégation suédoise en 1932 et 1936, soit le seul suédois à remplir deux fois ce rôle aux jeux d'hiver.
Au Festival de ski de Holmenkollen 1939, il est le premier non-norvégien à remporter le saut, le Suédois s'imposant devant les frères Ruud et Reidar Andersen et reçoit rapidement la Médaille Holmenkollen. En plus de ses onze titres nationaux en ski nordique, il est champion 1938 de ski alpin sur le slalom.

## Palmarès

### Jeux olympiques
| Épreuve / Édition | St-Moritz 1928 | Lake Placid 1932 | Garmisch-Partenkirchen 1936 |
| Saut à ski        | 31e            | 4e               | Argent                      |
| Combiné nordique  | 6e             | 5e               |                             |

### Championnats du monde
| Épreuve / Édition | Oberhof 1931 | Innsbruck 1933 | Solleftea 1934 |
| Saut à ski        | Bronze       | Bronze         | Bronze         |
| Combiné nordique  |              | Or             |                |

Les Jeux olympiques comptent également comme championnats du monde

### Championnats de Suède
- Il a été trois fois champion de Suède de combiné nordique (1927, 1928 et 1930).
- Il a été huit fois champion de Suède de saut à ski (de) (1928, 1931, 1933, 1935, 1936, 1938, 1939 et 1941).
- Il a été champion de Suède de ski alpin (de) (slalom) en 1938.

## Distinctions
Après avoir gagné le saut à ski au Festival de ski d'Holmenkollen en 1939, il est le premier non-norvégien à recevoir la Médaille Holmenkollen. Il a également obtenu la Médaille d'or du Svenska Dagbladet en 1939.